# Инициативная группа восстановления автономии Калмыкии (1954—1956)
Инициативная группа восстановления автономии Калмыкии (1954—1956) — неправительственная общественная организация, состоявшая из бывших руководящих партийных и комсомольских работников Калмыкии, военачальников, а также представителей творческой интеллигенции.

## Деятельность
После репрессий и депортации калмыков бывшие руководящие партийные и комсомольские работники Калмыцкой АССР начали предпринимать попытки восстановления национальной автономии. Инициативная группа, действовавшая в 1944—1949 годах под руководством заместителя председателя СНК Д. Г. Гахаева, не добилась серьёзных успехов в данном вопросе.
Лишь сформированная в Москве в 1954—1956 годах в условиях Оттепели Инициативная группа во главе с О. И. Городовиковым смогла добиться результата. В течение 1956 года члены Инициативной группы несколько раз обращались в ЦК КПСС по вопросу реабилитации калмыцкого народа и восстановления автономии Калмыкии.
В июне 1956 года представители Инициативной группы были приняты К. Е. Ворошиловым и передали через него в ЦК КПСС письмо о необходимости реабилитации калмыцкого народа. В конце 1956 года члены Инициативной группы были приглашены в ЦК КПСС.
В декабре 1956 года из числа членов Инициативной группы были созданы Организационное бюро Калмыцкой областной партийной организации и Оргкомитет по восстановлению Калмыцкой автономии.
Начиная с декабря 1956 года члены Инициативной группы выезжали в места спецпоселения калмыков для решения вопросов по организованному переезду калмыцких семей из мест спецпоселения на родину.
Восстановление автономии Калмыкии, начатое членами Инициативной группы, привело не только к восстановлению территориальной автономии, созданию заново калмыцкой государственности, восстановлению народного хозяйства, инфраструктуры населенных пунктов, но и завершилось сохранением языка, самобытной культуры, и калмыков, как нации.
Каждый из членов Инициативной группы лично оставил заметный след в повторном становлении калмыцкой государственности.

## Члены Инициативной группы
В состав группы входил 21 участник:
- Азыдов, Иван Фёдорович
- Городовиков, Басан Бадьминович
- Городовиков, Ока Иванович
- Джимбинов, Апуш Мутлович
- Джимбинов, Бембя Окунович
- Инджиев, Лиджи Очирович
- Килганов, Лиджи Карвенович
- Кокшунов, Есин Эренценович
- Колпакова, Боова Кикеевна
- Кугультинов, Давид Никитич
- Мукебенов, Дорджи Мукебенович
- Надбитов, Басанг Педерович
- Нармаев, Морхаджи Бамбаевич
- Очирова, Ляля Корнеевна
- Сангаев, Эренжен Агильджанович
- Сусеев, Аксен Илюмджинович
- Ташнинов, Николай Шавельевич
- Утнасунов, Дорджи Баджаевич
- Чурбанов, Карл Цебекович
- Эрдниев, Бадма Эрдниевич
- Эрендженов, Константин Эрендженович

## Память
Имена членов Инициативной группы отражены в художественной, публицистической литературе, некоторые стихи положены на музыку. В ряде городов установлены мемориальные доски, бюсты и памятники. В Элисте, а также в разных регионах России улицы носят имена членов Инициативной группы.
В музеях разных городов, в том числе в музее Победы в Москве, были развёрнуты тематические экспозиции, посвящённые 100-летию автономии Калмыкии и юбилеям членов Инициативной группы.
В 2020 году вышла книга «Инициативная группа восстановления автономии Калмыкии (1954—1956 гг.)», которая является первым крупным изданием, содержащим впервые опубликованные материалы, посвященные членам Инициативной группы, наиболее активно добивавшимся отмены несправедливых репрессий по отношению к калмыцкому народу.